# Martin Achtsynit

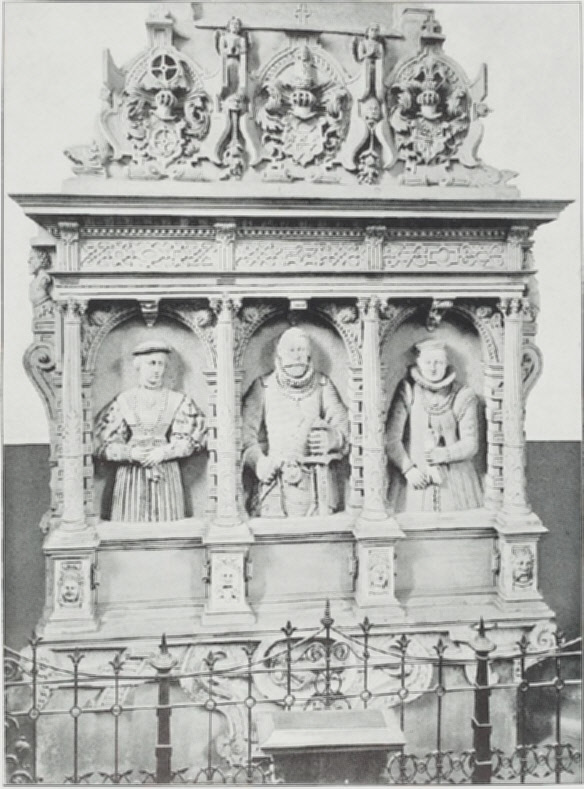
Grabmal von Achtsynit in der Schlosskirche Pforzheim

Martin Achtsynit, auch Martin Amelius von Niefernburg (* 30. Oktober 1526 in Freiburg; † 1592), war von 1554 bis 1584 Kanzler der Markgrafschaft Baden-Durlach und erster Kirchenratspräsident der Markgrafschaft Baden-Durlach.

## Leben
Achtsynit studierte 1549 bis 1553 die Rechtswissenschaften in Freiburg. Er wurde von Markgraf Ernst von Baden-Durlach in jungen Jahren in seinen Dienst genommen. Auf diplomatischer Mission in Wien erwarb er 1553 den Doktorgrad und wurde durch König Ferdinand in den Adelsstand erhoben. Unter Markgraf Karl II. wurde er 1554 zum Nachfolger des bisherigen Kanzlers der Markgrafschaft Oswald Gut ernannt. Er hatte dieses Amt unter Markgraf Karl II. und unter der Vormundschaftsregierung der Anna von Pfalz-Veldenz für ihre Söhne bis 1584 inne.
Achtsynit wurde auch erster Direktor des badischen Kirchenrats, nachdem er das vom Markgrafen eingesetzte Gremium zur Ausarbeitung einer Kirchenordnung geleitet hatte. Hierbei musste er die Differenzen zwischen den württembergischen und sächsischen Mitgliedern ausgleichen. Danach kümmerte er sich engagiert um die praktische Durchführung der Reformation im Land. Unter der vormundschaftlichen Regierung initiierte er 1583 die Stiftung eines gymnasium illustre zu Durlach. Die Mittelschule wurde zum Gymnasium ausgebaut mit dem Ziel, die Universitätsausbildung durch eine bessere Vorbereitung abzukürzen und damit auch Geldmittel im eigenen Land zu halten. Zudem sollte das Gymnasium den Universitätsbesuch für angehende Pfarrer ersetzen. Die Kontrolle über die Ausbildung der Pfarrer war in Zeiten des Augsburger Religionsfriedens ein Politikum ersten Ranges.
Zudem bemühte er sich um die Belebung der Bautätigkeit. Es wird angenommen, dass Markgraf Karl II. mit Amelius auch den Bauplan der Karlsburg besprach und dessen Ratschläge eingeflossen sind. Er selbst erbaute in Niefern an der Enz 1555/56 das Schloss Niefernburg, nach welchem er fortan den Namen Amelius von Niefernburg führte.

## Herkunft, Ehe und Nachkommen
Achtsynit wurde als Sohn des Georg Amelius (Achtsynit) aus Mähren († Oktober 1541), Professor des kanonischen Rechts zu Freiburg (Breisgau), und der Magdalena Nitl(in) aus Treppbach geboren. Er heiratete 1549 Elisabeth von Jestetten († 4. November 1579) und hatte eine Tochter:
- Maria Magdalena († 1581) ⚭ 1572 Johann Wolff, badischer Rat und Amtmann zu Mundelsheim

In zweiter Ehe heiratete er eine Gößlin, wobei hier vermutet wird, dass es sich um eine Tochter des Pforzheimer Bürgermeisters, Peter Gößlin, handeln könnte.
Das Grabmal von Achtsynit in der Schlosskirche Pforzheim zeigt Achtsynit mit den beiden Frauen.